# DSB M 1–3
Die Benzin-Triebwagen der Baureihe DSB M 1–3 wurden 1925 von Danske Statsbaner (DSB) als erste Triebwagen in Dänemark für den Betrieb auf weniger frequentierten Bahnstrecken beschafft.
Zu Beginn der Triebwagenbeschaffung in Dänemark wurden alle Fahrzeuge der DSB bis zur Einführung von Baureihen mit „M“ beginnend durchnummeriert.

## Geschichte
Wie in anderen europäischen Ländern wurde in Dänemark versucht, den Fahrgastbetrieb auf wenig frequentierten Strecken kostengünstig zu gestalten und auf dampflokgeführte Züge zu verzichten. Die Danske Statsbaner ließen zu diesem Zweck 1925 drei benzingetriebene Triebwagen bei der dänischen Lokomotivfabrik Triangel in Odense bauen. Die Fahrzeuge hatten die Fabriknummern 895 bis 897.

## Technik
Die Triebwagen, die Komponenten aus dem Straßenfahrzeugbau erhielten, hatten einen ähnlichen Motorvorbau, wie er später bei den Wismarer Schienenbussen in Deutschland verwendet wurde. In diesem war der Motor untergebracht. Jedes Fahrzeug besaß 24 Sitzplätze und hatte einen Gepäckraum. Die Kraftübertragung erfolgte durch ein mechanisches 3-Gang-Getriebe.
Um auf den Endbahnhöfen nicht wenden zu müssen, wurden oftmals zwei Triebwagen mit den motorlosen Enden zusammengekuppelt. Dadurch war in jeder Richtung ein Führerstand vorhanden. Zu diesem Zweck waren die Triebwagen mit einer Mittelpufferkupplung ausgestattet, die jedoch 1933 durch normale Kupplungen sowie den Anbau von Puffern ersetzt wurde.

## Ersteinsatz
Die Triebwagen wurden nach der Ablieferung dem Maschinendepot in Århus Østbanegård (Århus Ø) zugeteilt. Der Bahnhof war zu diesem Zeitpunkt Endbahnhof der Bahnstrecke Århus–Greena und ist heute eine Haltestelle der Aarhus Nærbane. Bereits 1926 wurden sie nach Kopenhagen-Østerport verlegt, um von dort aus die Strecke zwischen Frederiksberg und Hellerup zu bedienen.

## DSB MA (1928)
1928 wurden die drei Triebwagen mit der Einführung von Baureihen in die Baureihe MA eingereiht. Zuvor waren alle Triebwagen der DSB mit M beginnend durchnummeriert worden. Die Baureihe MA wurde 1963 erneut belegt, da zu diesem Zeitpunkt diese hier beschriebenen Fahrzeuge bereits ausgemustert waren.
1934 erfolgte eine Änderung der Fahrzeugnummern, aus den Fahrzeugen MA 1–3 wurden die Triebwagen MA 48–50.
Als während der deutschen Besetzung Treibstoffknappheit herrschte, waren sie von 1940 bis 1941 in Næstved abgestellt. Dort erfolgte eine erneute Umnummerierung in MA 601–603. MA 601 und MA 603 wurden in das Maschinendepot Helgoland (Betriebswerk) in Svanemøllen gebracht und blieben dort während des gesamten Zweiten Weltkrieges abgestellt. MA 602 wurde 1942 an die Varde–Grindsted Jernbane (VaGJ) verkauft.
Die beiden bei den DSB verbliebenen Fahrzeuge wurden 1945 nach Gedser umbeheimatet. Von dort aus nahmen die beiden Triebwagen unterschiedliche Wege und waren immer nur für kurze Zeiträume auf verschiedenen Strecken unterwegs.
- MA 601: Von Oktober 1946 bis April 1947 verliehen an Gribskovbanen, vom August 1947 bis  Januar 1948 an die Høng–Tølløse Jernbane. Nach der Übernahme der bisher privaten Slangerupbane am 1. April 1948 durch DSB übernahm der Triebwagen einen Teil des dortigen Verkehrs. Dann folgt erneut eine Vermietung vom Mai bis Juni 1949 an die Østsjællandske Jernbaneselskab, dem sich wiederum ein Einsatz von 1950 bis 1952 ab Lygten auf der Slangerupbane anschließt.
- MA603: Einsatz ab Gedser von 1945 bis 1947, anschließend ab November 1947 bis Februar 1948 an die Østsjællandske Jernbaneselskab verliehen. Danach bedient er von 1948 bis 1949 den Verkehr auf der Slangerupbane. Es folgen Einsätze ab Gedser bis 1951, ab Nørrebro 1952 und wieder ab Gedser 1953.

1953 wurden beide Fahrzeuge in die Centralværkstedet København (Cvk Kh) gebracht und dort ausgemustert.

## VaGJ M 4
MA 602 wurde 1942 von der Varde–Grindsted Jernbane (VaGJ) für den Einsatz auf der Bahnstrecke Varde–Nørre Nebel erworben. Der Triebwagen war bis 1958 im Einsatz und wurde dann ausgemustert und stand 1959 noch im Bahnhof Varde Vest.